# Había un padre
Había un padre película japonesa, dirigida por Yasujirō Ozu en el año 1942.

## Argumento
Un profesor y su hijo viven juntos en una ciudad de provincia. En una excursión con sus alumnos, uno de los niños a cargo del profesor sufre un accidente y se ahoga en un lago. Afectado por lo ocurrido, asume su parte de culpa y decide dimitir y abandonar la ciudad junto a su hijo. 
Durante el viaje, ambos hablan sobre el futuro y sus vidas y empiezan a conocerse mejor. Un día, mientras están pescando juntos, el padre explica al chico que le va a enviar a un colegio internado. Pasado el tiempo padre e hijo se encuentran en Tokio, donde el hijo es maestro y deciden que ya es hora de volver a pescar juntos.